# باباراتزي (فلم)
باباراتزي فيلم دراما مصري من إنتاج سنة 2015. الفيلم من إخراج سعد هنداوي، وتأليف  أحمد عبد الفتاح، ومن بطولة رامي عياش، وإيمان العاصي، وعزت أبو عوف، وكارلا بطرس، وميرفا القاضي.

## ملخص القصة
- تتركز أحداث الفيلم حول فتاة مصرية تسافر إلى لبنان، وتواجه خلال رحلتها العديد من الصعوبات إلى أن يهم شاب لبناني بتقديم يد العون لها، ومع الوقت تتطور الصلة بينهما إلى علاقة حب.[3]

## طاقم التمثيل
- رامي عياش
- إيمان العاصي
- عزت أبو عوف
- كارلا بطرس
- ميرفا القاضي
- وفاء سالم
- سينتيا خليفة
- طارق تميم
- منى هلا
- وسام صباغ
- إنجي شرف
- جيسيكا نصار

## الإنتاج
- كتب أحمد عبد الفتاح  قصة وسيناريو الفيلم، وكان الفيلم من إخراج سعد هنداوي المنتج صفوت غطاس.